# Miriam Halpern Pereira
Miriam Halpern Pereira (Cascais, Carcavelos, 1937) é uma professora e académica portuguesa. Fundou o Centro de Estudos de História Contemporânea Portuguesa no ISCTE e foi a 10.ª diretora do Arquivo Nacional da Torre do Tombo.

## Biografia
Licenciou-se em História e Filosofia, na Faculdade de Letras da Universidade de Lisboa em 1962 e doutorou-se em História, na  Faculdade de Letras e Ciências Humanas de Paris (Sorbonne Université), em 1969. 
Agregação em História, ISCTE/IUL (1988). Investigadora científica do Centre National de la Recherche Scientifique,  no Instituto Marc Bloch, Universidade de Paris I (Sorbonne-Panthéon), 1970-1973. Professora  de História Contemporânea na Universidade de Paris - Vincennes. Diretora da revista Ler História (1983-2008) e diretora fundadora do Centro de História do ISCTE/IUL.
Por volta de 1962, Carlos Veiga Pereira, marido de Miriam Pereira, exila-se em Paris para evitar ser preso pela segunda vez, deixando para trás o seu filho de 6 meses. Vivia-se um período de instabilidade e de muitos protestos académicos. Devido á discriminação que Miriam sentiu ao se tornar uma mulher cansada, sendo agora vista como propriedade do marido e excluída das questões políticas, Miriam escolhe exilar-se também. 
“No exílio ganhou intelectualmente e culturalmente. Frequenta a École Pratique des Hautes Études en Sciences Sociales.”
Faz o doutoramento em 1969 defendendo a tese na Faculdade de Letras e Ciências Humanas em Paris. O texto daria origem à publicação de Livre-Câmbio e Desenvolvimento Económico – Portugal na segunda metade do século XIX, mais tarde assumido como manual no ISEG, e é uma obra de referência, entre tantas outras que, desde então, escreveu.
Foi a fundadora do Centro de Estudos de História Contemporânea Portuguesa(CEHCP) no ISCTE e diretora do mesmo entre 1975 e 1985. Ocupou a posição de diretora do Instituto dos Arquivos Nacionais/Torre do Tombo (IAN/TT) entre 2001 e 2004. Depois, de 2004 a 2009, foi diretora editorial da Coleção de Livros do CEHCP.
Mais recentemente, foi presidente da Comissão Organizadora do Congresso Internacional do Bicentenário da Revolução de 1820.

## Prémios e reconhecimento
O Ministério da Ciência, Tecnologia e Ensino Superior distinguiu-a com a Medalha de Mérito Cientifico em 2016. 
Em 2009 foi publicado em sua homenagem o livro: Desenvolvimento económico e mudança social - Portugal nos últimos dois séculos: homenagem a Miriam Halpern Pereira. 
A 26 de janeiro de 2023, foi agraciada com o grau de Grã-Cruz da Ordem do Infante D. Henrique.

## Obras publicadas selecionadas
Entre as suas obras encontram-se: 
- Livre-câmbio e desenvolvimento económico: Portugal na segunda metade do século XIX', Lisboa, Cosmos, 1971, reeditado em 1983, Editora Sá da Costa
- A Política portuguesa de Emigração (1850-1930), Lisboa, Editora A Regra do Jogo, 1981. Reeditado e aumentado, São Paulo, EDUSC, 2002.
- Mouzinho da Silveira. Obras, direção e edição de manuscritos em colaboração, 2 vols, Lisboa, Fundação Calouste Gulbenkian, 1989
- Negociantes, fabricantes e artesãos entre velhas e novas instituições (1821-1822), Lisboa, Edições João Sá da Costa, 1992
- Das Revoluções Liberais ao Estado Novo, Lisboa, Presença, 1994
- Diversidade e Assimetrias: Portugal nos séculos XIX e XX, ICS, 2001
- Mouzinho da Silveira, pensamento e acção política, Coleção Parlamento, Assembleia da República, 2009
- O Gosto pela História Percursos de História Contemporânea ICS, 2010
- Do Estado Liberal ao Estado Providência, EDUSC, São Paulo, 2012
- Gomes Freire e as vésperas da Revolução de 1820  edit com Ana Cristina Araújo, BNL, 2018 [9]
- A Primeira República, na fronteira do liberalismo e da democracia, Lisboa, Gradiva, 2016, 3ªedição 2019
- The first  Portuguese Republic ,Between liberalism and Democracy (1910-1926), Sussex Academic Press, Brighton/ Chigaco/ Toronto ,2019 [10][11]

### Obras em colaboração
- Pereira, Miriam Halpern; Carvalho, José Murilo de; Vaz, Maria João; Ribeiro, Gladys Sabina (2012). Linguagens e fronteiras do poder. Lisboa: CEHC-IUL. 398 páginas. ISBN 978-972-99333-9-4

## Ligações Externas
- Memória para todos - Entrevista Miriam Halpern Pereira
- Miriam Halpern entrevistada pelo projeto Memória das Ciências Sociais em Portugal (2009)